# Nun Kun
El macizo montañoso de Nun Kun es un pequeño macizo del Himalaya que comprende un par de picos importantes que le dan nombre: el Nun, de 7.135 m y su pico vecino, el  Kun, de 7.077 m. Nun es el pico de mayor altura en la cadena del Himalaya que se encuentra del lado indio de la línea de control en Jammu y Cachemira. (Hay picos más elevados en la porción india de la cordillera del Karakórum.) El macizo se encuentra cerca del valle Suru, a unos 100 km al este de Srinagar, la capital de Cachemira. 
Kun se encuentra al norte de Nun y están separados por una meseta de nieve de unos 4 km de longitud. Pico pináculo, de 6.930 m, es la tercera cumbre más alta del grupo. 